# Скшинкі (Влоцлавський повіт)
Скшинкі (пол. Skrzynki) — село в Польщі, у гміні Барухово Влоцлавського повіту Куявсько-Поморського воєводства.
Населення — 172 особи (2011).
У 1975-1998 роках село належало до Влоцлавського воєводства.

## Демографія
Демографічна структура станом на 31 березня 2011 року:
|          | Загалом | Допрацездатний вік | Працездатний вік | Постпрацездатний вік |
| -------- | ------- | ------------------ | ---------------- | -------------------- |
| Чоловіки | 85      | 22                 | 56               | 7                    |
| Жінки    | 87      | 20                 | 51               | 16                   |
| Разом    | 172     | 42                 | 107              | 23                   |